# Ksienija Niekrasowa
Ksienija Aleksandrowna Niekrasowa (ros. Ксения Александровна Некрасова, ur. 18 stycznia 1912 w Irbitskich Wierszynach, zm. 17 lutego 1958 w Moskwie – poetka rosyjska.

## Życie
Rodziców nie znała, a w każdym razie nie pamiętała, na wychowanie wzięła ją z sierocińca rodzina nauczyciela. Ukończyła siedmioletnią szkołę podstawową. Potem uczyła się w technikum pedagogicznym. Pracowała jako animatorka kultury w dużym zakładzie przemysłu ciężkiego na Uralu. W czasie II wojny światowej z mężem i małym dzieckiem została ewakuowana do Azji Środkowej, gdzie rodzina żyła w skrajnej nędzy. Dziecko wkrótce zmarło, a mąż poetki wpadł w chorobę psychiczną. Wyjechawszy do Moskwy, Niekrasowa tułała się po wynajmowanych lub użyczanych pokojach. Treścią jej życia była praca artystyczna. Jej podanie o przyjęcie do Związku Pisarzy odrzucono mimo poparcia kilku wybitnych twórców. Została jego członkiem dopiero pośmiertnie. Jej wiersze cenili wysoko tak znakomici poeci, jak Anna Achmatowa, Dawid Samojłow i Michaił Swietłow.

## Twórczość
Debiutowała na łamach pisma „Oktiabr’’ w 1937. Pierwszą książkę, Nocz’ na basztanie (Noc na basztanie) ogłosiła w 1955. Drugi zbiorek, A ziemla nasza priekrasna (A ziemia nasza jest piękna) ukazał się w miesiąc po śmierci autorki (2. wyd, 1960). Później ogłoszono tomy Stichi (1973, Wiersze) oraz Moi stichi (1976, Moje wiersze), zawierające wiele tekstów wcześniej niepublikowanych.
Większość utworów Niekrasowa pisała wierszem wolnym i jest jednym z jego pionierów w literaturze rosyjskiej. Uważała, że niepodobna wcisnąć całego bogactwa ludzkich przeżyć w sztywne ramy wiersza regularnego. W swych dziełach przywoływała często poetykę rosyjskiej poezji ludowej. W jej lakonicznych i często opartych na obrazie poetyckim wierszach można dostrzec podobieństwo do krótkich form poezji Dalekiego Wschodu, a także do twórczości anglosaskich imagistów.

## Recepcja polska
W języku polskim ukazał się wybór utworów poetki (Moje wiersze, 1980) w przekładzie Ałły Sarachanowej. Ponadto poezje Niekrasowej tłumaczyli Leszek Engelking i Seweryn Pollak.

## Literatura
- Lew Rubinstein, Najpiękniejsza [Posłowie do:] K. Niekrasowa, Moje wiersze, Kraków 1980 ISBN 83-08-00309-5
- Florian Nieuważny, hasło Niekrasowa Ksenia Aleksandrowna. (W:) Słownik pisarzy rosyjskich, pod red. F. Nieuważnego, Warszawa 1004 ISBN 83-214-0961-X
- Tadeusz Klimowicz, Przewodnik po współczesnej literaturze rosyjskiej i jej okolicach (1917-1996), Wrocław 1996 (hasło Niekrasowa Ksienia Aleksandrowna) ISBN 83-7091-026-2